# Otigoniolejeunea schizotis
Otigoniolejeunea schizotis là một loài Rêu trong họ Lejeuneaceae. Loài này được (Spruce) Schiffner mô tả khoa học đầu tiên năm 1893.